# Syndrome de Demons-Meigs
Le syndrome de Demons-Meigs est une tumeur bénigne de l'ovaire avec des épanchements liquides dans plusieurs cavités. On retrouve une ascite (liquide dans l'abdomen), une pleurésie transudative (liquide dans la cavité pleurale), et une tumeur bénigne de l'ovaire (fibrome ou fibro-thécome initialement) dont l'évolution doit se faire vers la guérison complète et définitive après traitement curatif par exérèse chirurgicale de la lésion ovarienne.
Dernièrement, cette définition a été étendue à  l’ensemble des tumeurs ovariennes, qu'elles soient bénignes ou malignes, associées à un épanchement péritonéal et/ou pleural non néoplasique. On préfère alors parler de pseudo-syndrome de Demons-Meigs.

## Historique
Le syndrome a été décrit à la fin du XIXe siècle par Demons et redécrit par le gynécologue-obstétricien américain Joe Vincent Meigs à la fin des années 1930.

## Clinique
Le syndrome de Demons-Meigs est à évoquer systématiquement devant toute femme présentant un épanchement pleural unilatéral de type transsudat pour lequel il n'existe pas de notion d'insuffisance cardiaque, de syndrome néphrotique ni d'insuffisance hépato-cellulaire.
La patiente peut être asymptomatique malgré l’existence des signes cliniques.
L'épanchement pleural est le plus souvent unilatéral à droite dans 75 % des cas. Une prévalence pour les femmes de plus de 50 ans en période de péri ménopause a été observée bien que ce syndrome puisse toucher la femme quel que soit son âge.
Le fibrome ovarien, lésion bénigne développée aux dépens du stroma ovarien, est la tumeur la plus fréquemment observée dans ce syndrome jusqu'à près de 80 % des cas. On peut observer une sécrétion endogène d'œstrogène voire une association à un fibrothécome.
Les complications à redouter sont celle de la tumeur ovarienne telle que la torsion d'annexe (urgence chirurgicale) mais aussi celle de l'épanchement pleural qui sont dominées par la détresse respiratoire.
Il convient d'éliminer le syndrome de Demons Meigs car il peut être confondu avec un cancer de l'ovaire évolué d'autant plus que le taux sérique de CA 125 peut être augmenté. Son diagnostic permet de limiter la iatrogénie des examens complémentaires et des thérapeutiques chirurgicales inutiles dans cette pathologie bénigne.

## Examens complémentaires
Le diagnostic de la tumeur ovarienne repose sur l'examen clinique gynécologique (toucher vaginal) et peut être confirmé par échographie pelvienne en cas de kyste de l'ovaire simple (critères échographiques du consensus).
L'examen physique pulmonaire met en évidence l'épanchement pleural avec une diminution de murmure vésiculaire et une diminution des vibrations vocales.
La radiographie du thorax met en évidence l'hydrothorax tandis que l'échographie abdominale montre une ascite. Ces épanchements doivent être ponctionnés en cas de retentissements fonctionnels importants mais la récidive est quasi systématique en l'absence de traitement étiologique.
Le dosage sérique, du marqueur tumoral est non sensible ni spécifique avec un CA 125 fréquemment élevé d'où un facteur confondant.

## Traitement
Le traitement curatif est chirurgical, par exérèse de la tumeur ovarienne ce qui entraîne une guérison rapide des symptômes sans récidive.
En cas de tumeur maligne, le traitement est celui du type anatomo-pathologique du type du cancer décidé en réunion de concertation pluridisciplinaire et adapté au patient selon un Plan Personnalisé de Soins.
La prise en charge des complications se décide selon la clinique et la tolérance du patient.